# Museu Tudor
El Museu Tudor (francès: Musée Tudor), també conegut com a Castell Rosport (francès: Château de Rosport, Luxembourgish: Schlass vu Rouspert), es troba a la petita localitat de Rosport (Luxemburguès: Rouspert), ubicat a la part nord-est del país. Va ser construït el 1892 i fou la casa de l'inventor Henri Tudor. Des de maig del 2009, el castell ha albergat el Museu Tudor.

## Ubicació
L'edifici es troba a prop d'Irminenhof i és envoltat per jardins. Localment és conegut com el neit Schlass o castell nou.

## Història
Durant l'ocupació alemanya de Luxemburg en la Segona Guerra Mundial, el castell es va fer servir per acomodar les noies del Reichsarbeitsdient que treballaven la terra i feien les tasques de la llar. El 1957 va convertir-se en una petita casa de convidats i el 1964 l'empresa americana Monsanto Company el va convertir en un hotel. Tanmateix el negoci no va ser molt exitós i el 1970, el municipi de Rosport va comprar el castell per a posar-hi les seves oficines administratives, mentre continuava llogant els apartaments del primer pis a turistes. Des del 1972 aquests apartaments es van convertir en espais de descans per a jubilats.
Després d'un llarg procés de restauració de la finca el 1999, es va considerar obrir una casa-museu. El 1981, durant la celebració del centenari de Tudor, s'hi havia realitzat una exposició temporal sobre la pila d'àcid, la seva creació més coneguda. El 1995 es decidí crear el museu però per diversos motius no es va poder obrir al públic fins al 2009.

## El castell avui
A més del museu, l'edifici alberga les oficines administratives de la Communa de Rosport.